# Čelinac
Čelinac (serbisch-kyrillisch Челинац) ist eine Kleinstadt in der Republika Srpska in Bosnien und Herzegowina und Hauptort der gleichnamigen Gemeinde.

## Geographie
Čelinac liegt im Tal der Vrbanja etwa 12 km südöstlich von Banja Luka. Das 362 km² große Gemeindegebiet ist hügelig und überwiegend bewaldet. Von der tiefsten Stelle an der Mündung der Jošavka in die Vrbanja steigt das Gelände im Süden (Uzlomac-Gebirge) bis auf 759 m an.
Benachbarte Gemeinden sind Banja Luka, Kneževo, Kotor Varoš, Laktaši, Prnjavor und Teslić.

## Geschichte
Auf dem Gemeindegebiet befinden sich einige Reste illyrischer Siedlungen. Der Hauptort Čelinac entwickelte sich Ende des 16. Jahrhunderts.

## Bevölkerung
Zum Zeitpunkt der Volkszählung 1991 hatte die Gemeinde Čelinac 18.713 Einwohner, von denen sich 16.554 (88,5 %) als Serben, 1.446 (7,7 %) als Bosniaken, 377 (2,0 %) als Jugoslawen und 76 (0,4 %) als Kroaten bezeichneten.
Im Hauptort lebten 4.857 Menschen, darunter 3.450 (71,0 %) Serben, 1.005 (20,7 %) Bosniaken, 234 (4,8 %) Jugoslawen und 51 (1,1 %) Kroaten.
Die Gemeinde umfasst insgesamt 30 Orte, die zu 17 Ortsgemeinschaften (mjesne zajednice) zusammengefasst sind: Balte, Basići, Branešci Donji, Branešci Gornji, Brezičani, Crni Vrh, Čelinac, Čelinac Gornji, Dubrava Nova, Dubrava Stara, Grabovac, Jošavka Donja, Jošavka Gornja, Kablovi, Kamenica, Lađevci, Lipovac, Markovac, Mehovci, Memići, Miloševo, Opsječko, Popovac, Skatavica, Šahinovići, Šnjegotina Donja, Šnjegotina Srednja, Šnjegotina Velika, Štrbe und Vijačani Gornji.

## Söhne und Töchter der Stadt
- Radoslav Brđanin (1948–2022), Politiker und verurteilter Kriegsverbrecher

## Verkehr
Im Tal der Vrbanja verläuft die Magistralstraße M4 (Banja Luka–Teslić–Doboj). Die Bahnstrecke Banja Luka–Doboj durchquert die Gemeinde in west-östlicher Richtung.

## Galerie

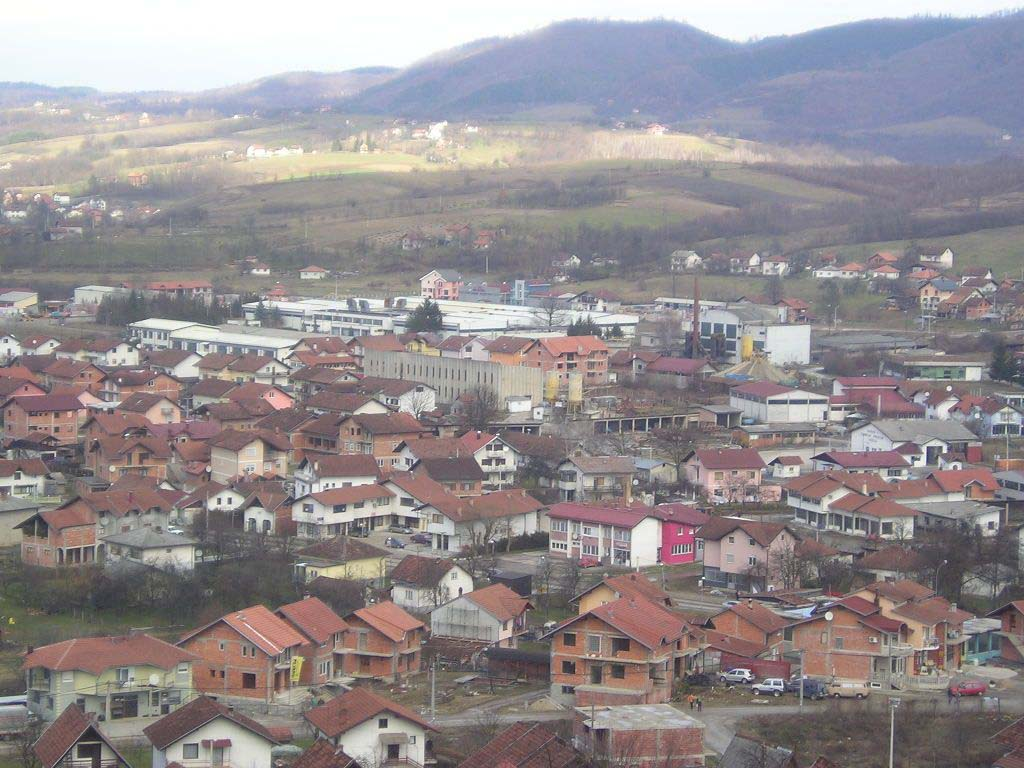
Panorama von Čelinac
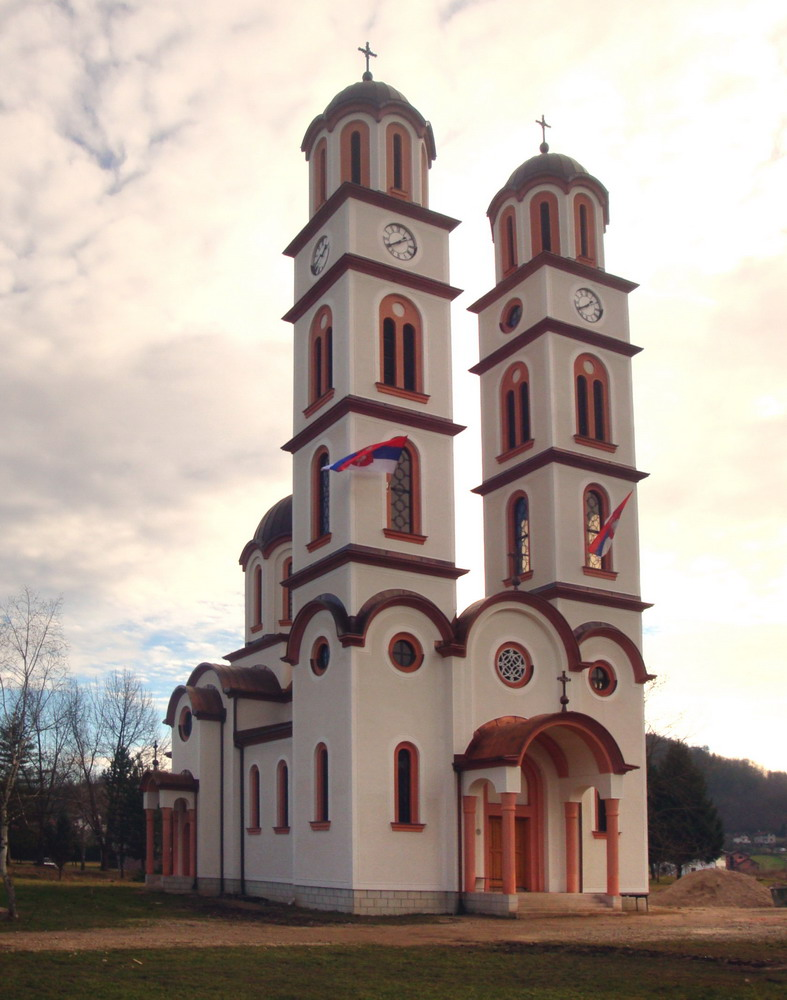
Serbisch-orthodoxe Kirche Hl. Erzengel Gabriel
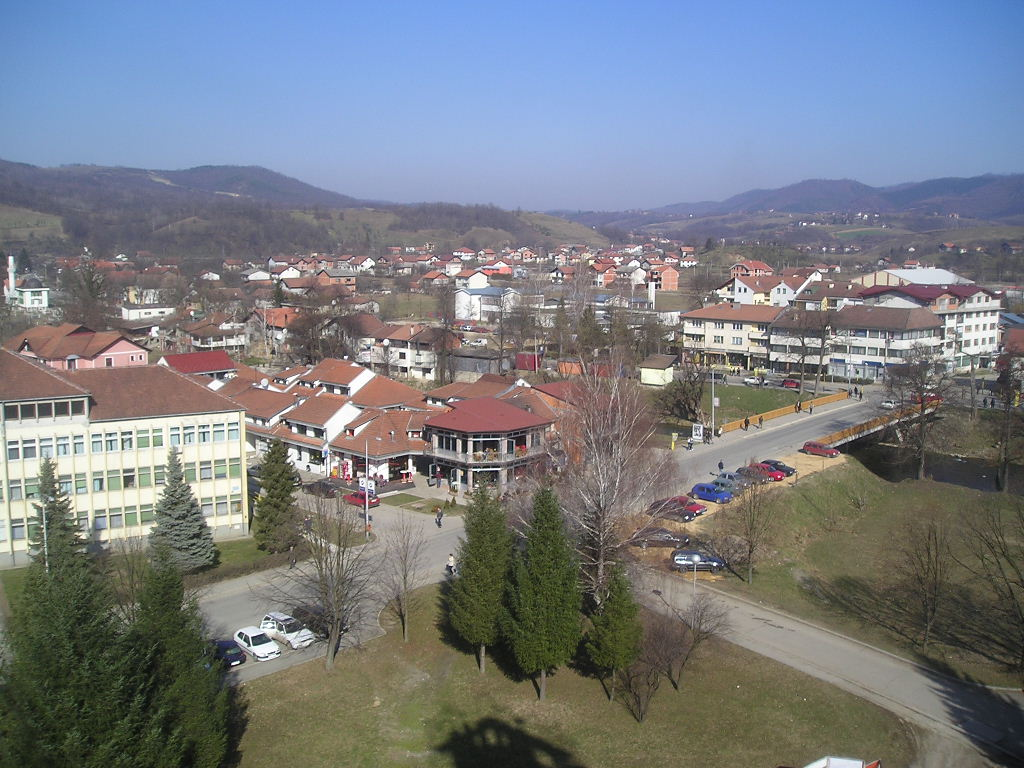
Zentrum der Stadt mit der Moschee (links)
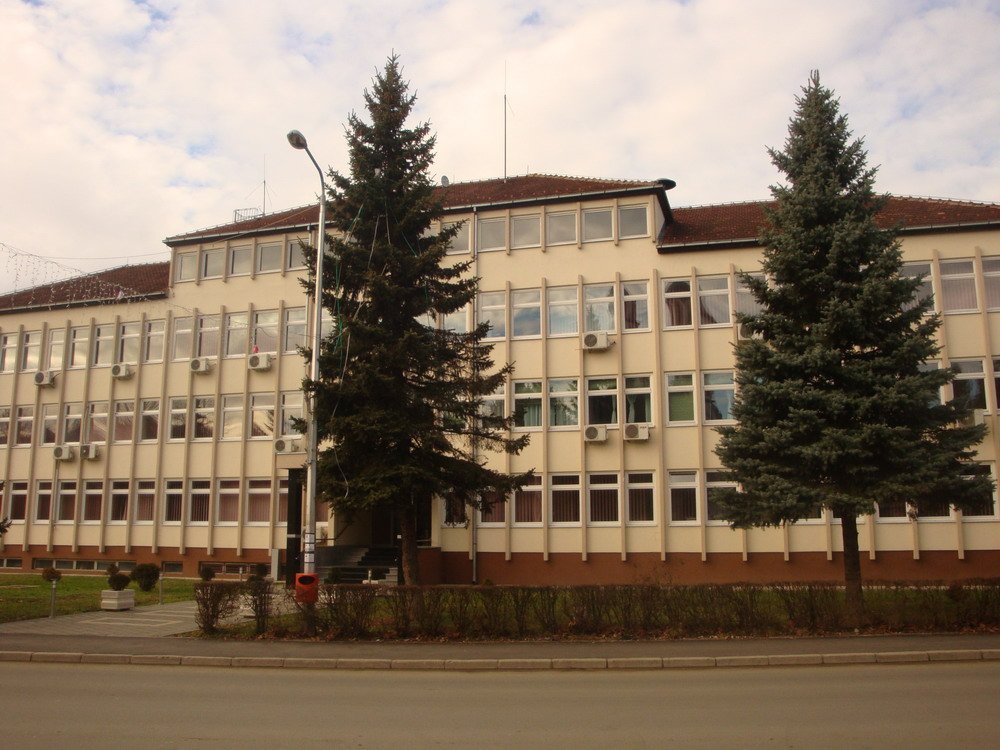
Rathaus von Čelinac
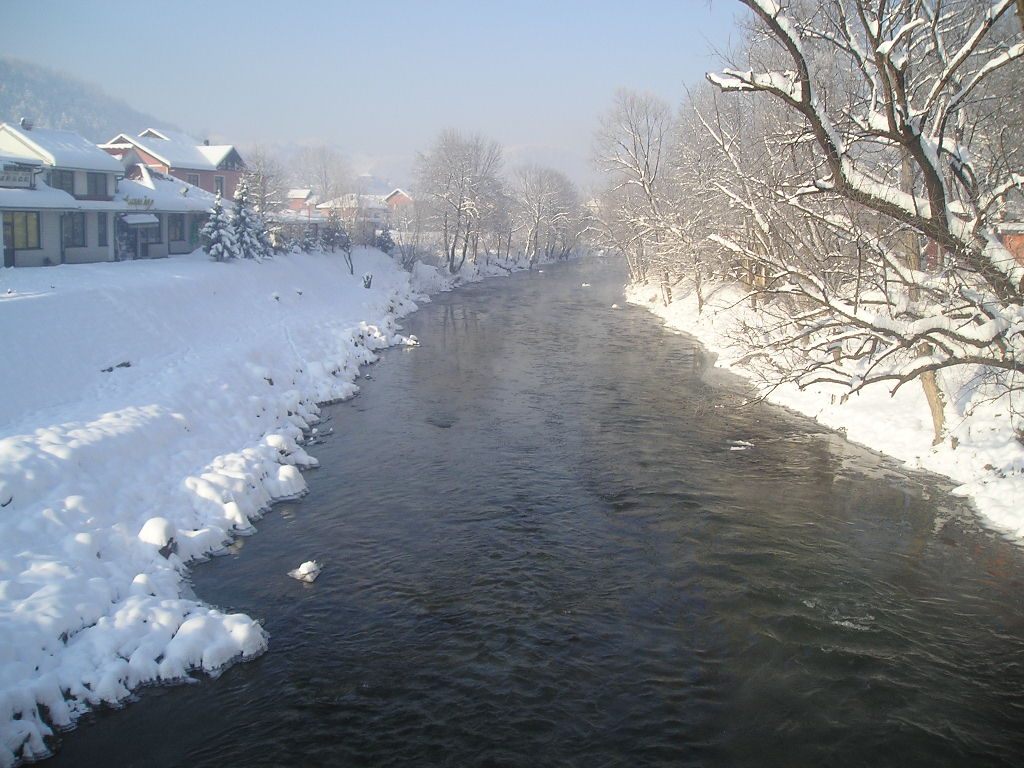
Die Vrbanja in Čelinac